# Lineaire moleculaire geometrie
In de scheikunde verwijst een lineaire moleculaire geometrie ernaar dat de atomen van een molecuul op één lijn liggen. Diatomische moleculen zoals koolstofmonoxide of waterstoffluoride zijn ipso facto lineair. Bij drie of meer atomen bedraagt de bindingshoek 180°. In lineaire organische verbindingen zoals ethyn C2H2 en koolstofdioxide CO2 zijn de atomen gewoonlijk sp-gehybridiseerd. Andere voorbeelden van lineaire verbindingen zijn waterstofcyanide HCN, xenondifluoride XeF2, carbonylsulfide COS, de ionen azide N3−, thiocyanaat SCN− en nitronium NO2+. In de gasfase zijn berylliumfluoride BeF2, berylliumchloride BeCl2 en siliciumdioxide SiO2 ook lineair. Twee voorbeelden van lineaire organometaalverbindingen zijn dimethylkwik en dimethylzink.
De puntgroepen van lineaire moleculen met een oneven aantal atomen, dus met een inversiecentrum, is D∞h en met een even aantal atomen C∞v. Die hebben geen inversiecentrum. Symmetrische moleculen, zoals koolstofdisulfide CS2, zijn apolair en hun netto dipoolmoment is bijgevolg gelijk aan 0 D.
coördinatiegetal 2: 
lineair · gebogen · 
coördinatiegetal 3: 
trigonaal planair · trigonaal piramidaal · T-vormig 

coördinatiegetal 4: 
tetraëdrisch · vierkant planair · seesaw ·
coördinatiegetal 5: 
trigonaal bipiramidaal · vierkant piramidaal · pentagonaal planair 

coördinatiegetal 6: 
octaëdrisch · pentagonaal piramidaal · 
coördinatiegetal 7: 
pentagonaal bipiramidaal